# Championnat d'Albanie de football 1998-1999
Navigation
Championnat d'Albanie 1997-98 Championnat d'Albanie 1999-00
Le Championnat d'Albanie de football de Kategoria Superiore 1998-1999 est la 58e édition de ce championnat.

## Classement
| Rang | Équipe           | Pts | J  | G  | N | P  | Bp | Bc | Diff |
| ---- | ---------------- | --- | -- | -- | - | -- | -- | -- | ---- |
| 1    | KF Tirana        | 61  | 30 | 18 | 7 | 5  | 48 | 20 | +28  |
| 2    | Vllaznia Shkodër | 60  | 30 | 18 | 6 | 6  | 57 | 18 | +39  |
| 3    | Bylis Ballshi    | 59  | 30 | 18 | 5 | 7  | 51 | 19 | +32  |
| 4    | Tomori Berat     | 46  | 30 | 13 | 7 | 10 | 31 | 25 | +6   |
| 5    | KS Lushnja       | 44  | 30 | 14 | 2 | 14 | 52 | 40 | +12  |
| 6    | Dinamo Tirana    | 40  | 30 | 11 | 7 | 12 | 37 | 37 | 0    |
| 7    | Shkumbini Peqin  | 40  | 30 | 12 | 4 | 14 | 30 | 38 | -8   |
| 8    | Teuta Durrës     | 40  | 30 | 12 | 4 | 14 | 28 | 48 | -20  |
| 9    | KS Elbasani      | 39  | 30 | 11 | 6 | 13 | 30 | 30 | 0    |
| 10   | Partizan Tirana  | 39  | 30 | 10 | 9 | 11 | 37 | 46 | -9   |
| 11   | Flamurtari Vlorë | 38  | 30 | 11 | 5 | 14 | 40 | 47 | -7   |
| 12   | Skënderbeu Korçë | 38  | 30 | 12 | 2 | 16 | 44 | 53 | -9   |
| 13   | Apolonia Fier    | 37  | 30 | 10 | 7 | 13 | 32 | 42 | -10  |
| 14   | Besa Kavajë      | 36  | 30 | 10 | 6 | 14 | 25 | 40 | -15  |
| 15   | KF Laçi          | 33  | 30 | 9  | 6 | 15 | 36 | 55 | -19  |
| 16   | FK Burreli       | 27  | 30 | 8  | 3 | 19 | 40 | 60 | -20  |

|  | Champion   |
|  | Relégation |

## Bilan de la saison
| Tableau d'Honneur                 |           |
| Compétition                       | Vainqueur |
| Championnat d'Albanie de football | KF Tirana |
| Coupe d'Albanie de football       | KF Tirana |

| Promotions et relégations     |                                |
| Relégués en First Division    | Besa Kavajë KF Laçi FK Burreli |
| Promus en Kategoria Superiore | Shqiponja Gjirokastër          |